# 阳城镇 (西峡县)
阳城镇，是中华人民共和国河南省南阳市西峡县下辖的一个乡镇级行政单位。

## 行政区划
阳城镇下辖以下地区：
阳城村、后营村、高崖村、竹园村、三岔村、姬庄村、金花村、三关村、张堂村、老君村、茧场村、牛王庙村、杜岗村、田营村、任沟村、刘营村和赵营村。